# Huabiao

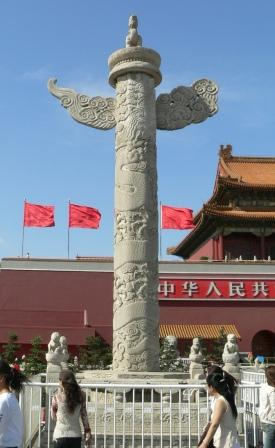
Un huabiao sur la place Tian'anmen à Pékin.

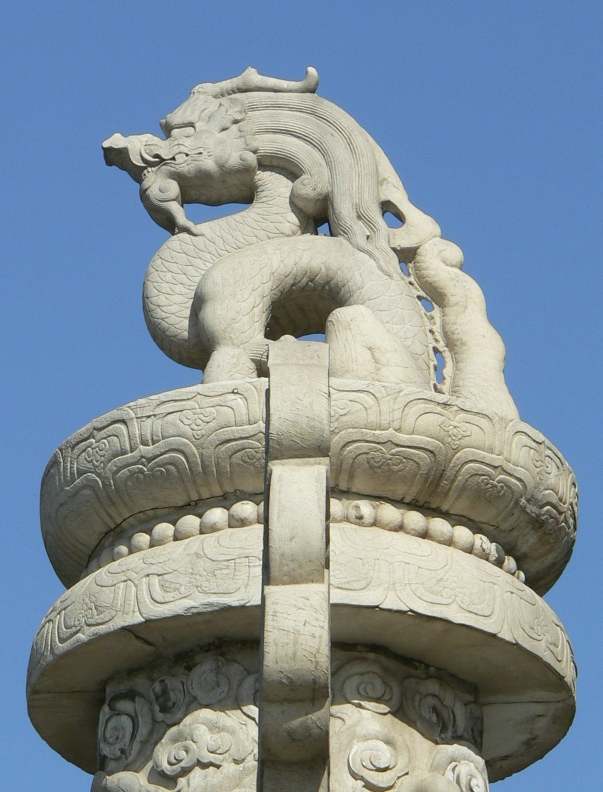
La créature mythique au sommet d'un huabiao.

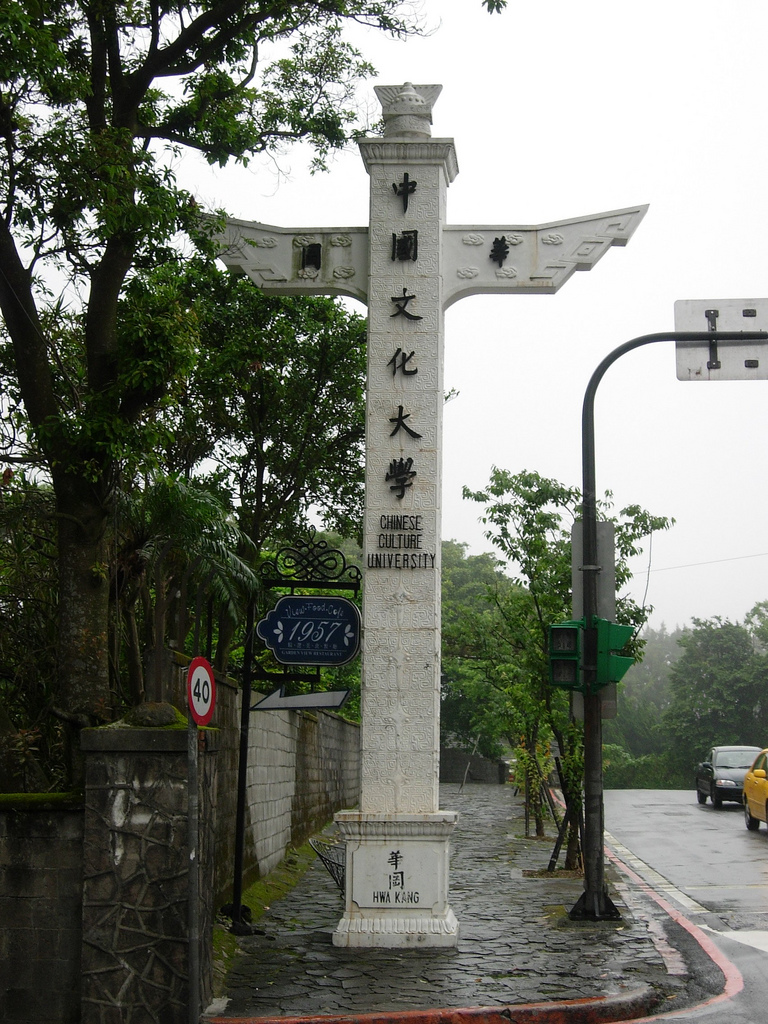
Un huabiao moderne à l'Université de la culture chinoise de Taipei.

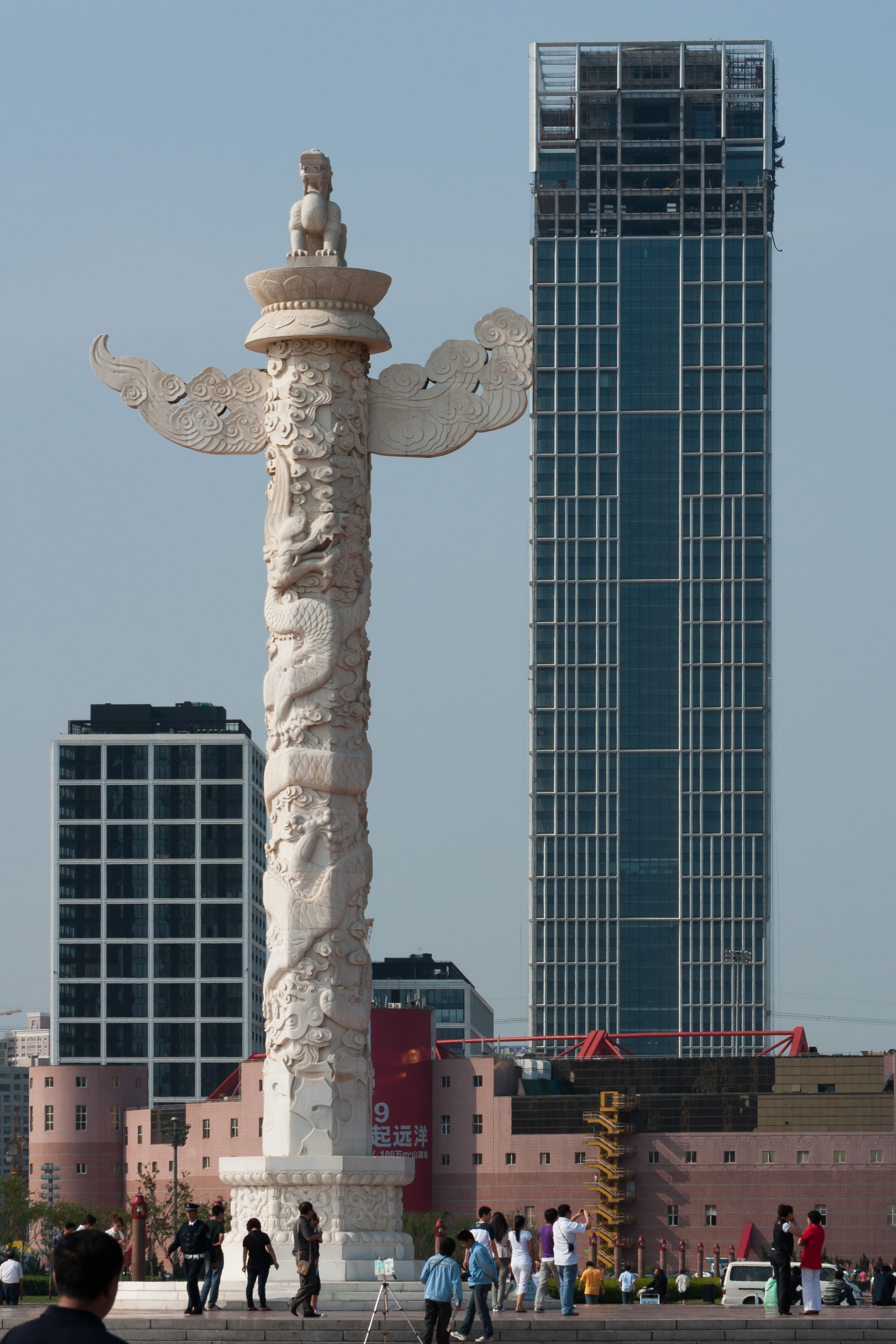
Un huabiao sur la place Xinghai à Dalian.

Un huabiao (chinois simplifié : 华表 ; chinois traditionnel : 華表 ; pinyin : huábiǎo) est un type de colonnes utilisé dans l'architecture traditionnelle chinoise. Lorsqu'ils sont en dehors des palais, ils peuvent être nommés bangmu et shendaozhu quand ils sont situés à l'extérieur d'une tombe.